# Osterwitz
Osterwitz ist eine Ortschaft und eine Katastralgemeinde der Stadtgemeinde Deutschlandsberg im Bezirk Deutschlandsberg in der Weststeiermark. Das Dorf war bis Ende 2014 eine selbständige Gemeinde mit 148 Einwohnern (Stand: 31. Oktober 2013) und zählte 2020 134 Einwohner.

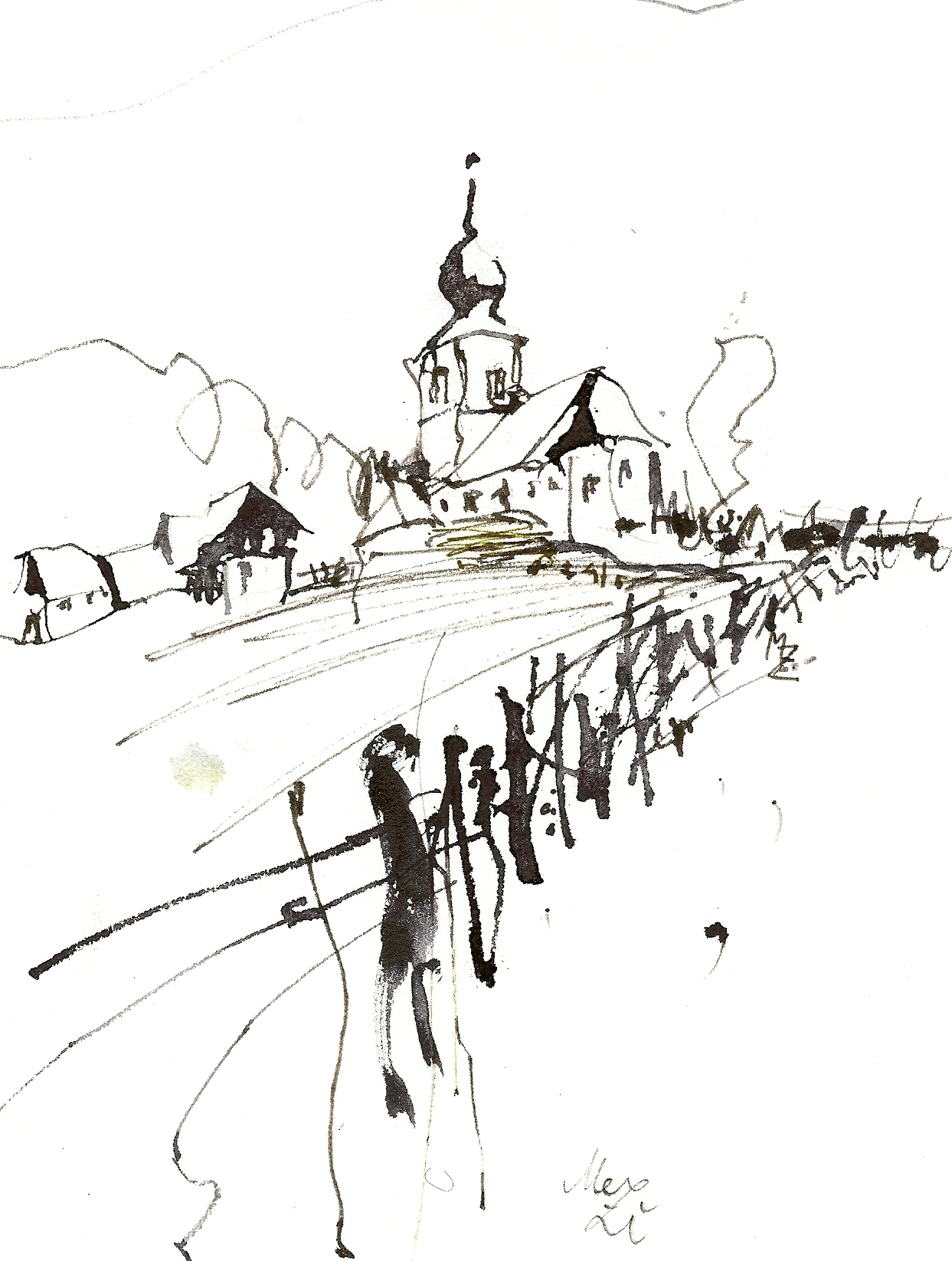
Logo der Gemeinde Osterwitz (Rohrfederzeichnung von Melitta Zingler)

## Geografie
Osterwitz liegt an der Grenze zu Kärnten und besteht aus einer einzigen, gleichnamigen Katastralgemeinde. Diese KG hat die Nummer 61046. Eine andere Katastralgemeinde mit gleichem Namen und der Nummer 74520 liegt bei St. Georgen am Längsee in Kärnten.
Der südliche Teil von Osterwitz liegt im Einzugsgebiet des Bet(h)leitenbaches. Dieser Bach wurde auch Osterwitzbach, Hand Alpen Bach oder (1835, siehe Karte) Lassnitz genannt. Er mündet bei Freiland in die (Niedere) Laßnitz.
Die Gewässer des nördlich-westlichen Teils münden in die Laßnitz (mit Brendlbach und Hofbauerbach), bzw. (vom Gemeindegebiet Osterwitz-Winkel) auch in den Rettenbach und dessen Zufluss, den Stoffbach.
Höchste Erhebung von Osterwitz ist die Handalm (1.853 m).

## Geologie
Osterwitz liegt vollständig im Kristallin der Koralpe. Der Höhenrücken, auf dem das Ortszentrum liegt, besteht aus Gneisglimmerschiefer, der – ausgenommen im Westen – von Plattengneis umgeben ist. In ihm liegen einige Pegmatite mit Quarzgängen. Westlich des Ortskerns liegen zwei Streifen aus dem sehr harten Gestein Eklogitamphibolit, aus diesem Gestein bestehen auch die zwei Erhebungen namens großer und kleiner Pöschlkogel zwischen Laßnitz und Rettenbach. Der Talschluss des Rettenbachtales und der Gipfelbereich des Stoffkogels an der westlichen Grenze bestehen aus Gneisquarzit. In diesem Gebiet ist südlich der Stoffhütte eine Abbaustelle auf Glimmer verzeichnet (lt. Karte ein Stollen, Gesenk; in der Natur nicht erkennbar).
Südlich des Stoffkogels befindet sich ein Gebiet aus Hirschegger Gneis; dieses Gestein bildet auch einen Geländestreifen am Nordhang Richtung Laßnitztal.
In der Basis eines ungefähr 80 m hohen Felsofens im Westen von Osterwitz (östlich des Bauernhofes Weberbauer) werden außerordentliche petrographische Verhältnisse beschrieben: Insgesamt rund zwei bis vier Meter dieses Gesteinsblockes bestehen aus zentimeter- bis dezimeterdicken Lagen von Amphibolit, Granatfels, Quarz-Zoisit und Muskovitschiefer, auch Boudinagen von Quarz-Granatfels kommen vor. Erst oberhalb dieser Lagen besteht der Ofen aus dem in der Gegend allgemein vorhandenen Eklogit-Amphibolit.
Die Koralm, in deren Gebiet Osterwitz liegt, ist reich an Mineralien. Für das Gebiet von Osterwitz ist eine Reihe von Mineralienfundstellen dokumentiert. Es liegen Belege für Apatit, Epidot, Glimmer, Hornblende, Muskovit, Quarz, Rutil, Turmalin, Glasopal, Uranopal, Feldspat und Schörl vor.

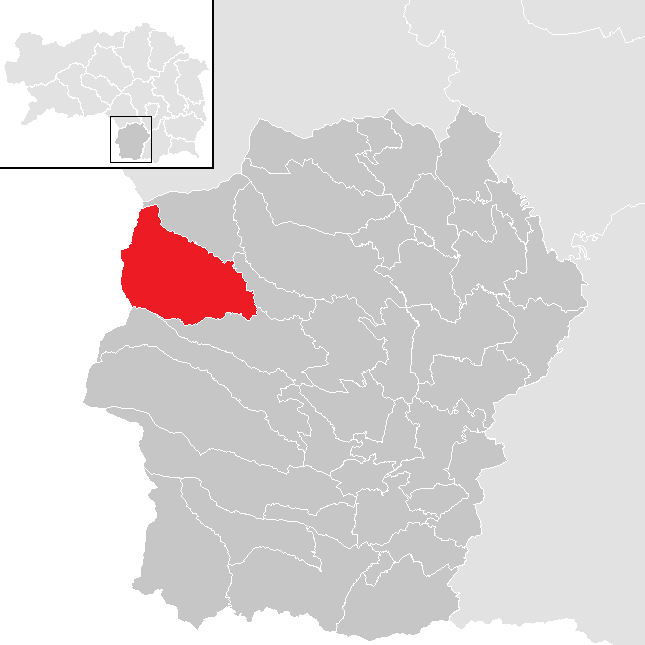
Lage der früheren Gemeinde Osterwitz im Bezirk Deutschlandsberg mit den Gemeindegrenzen bis Ende 2014

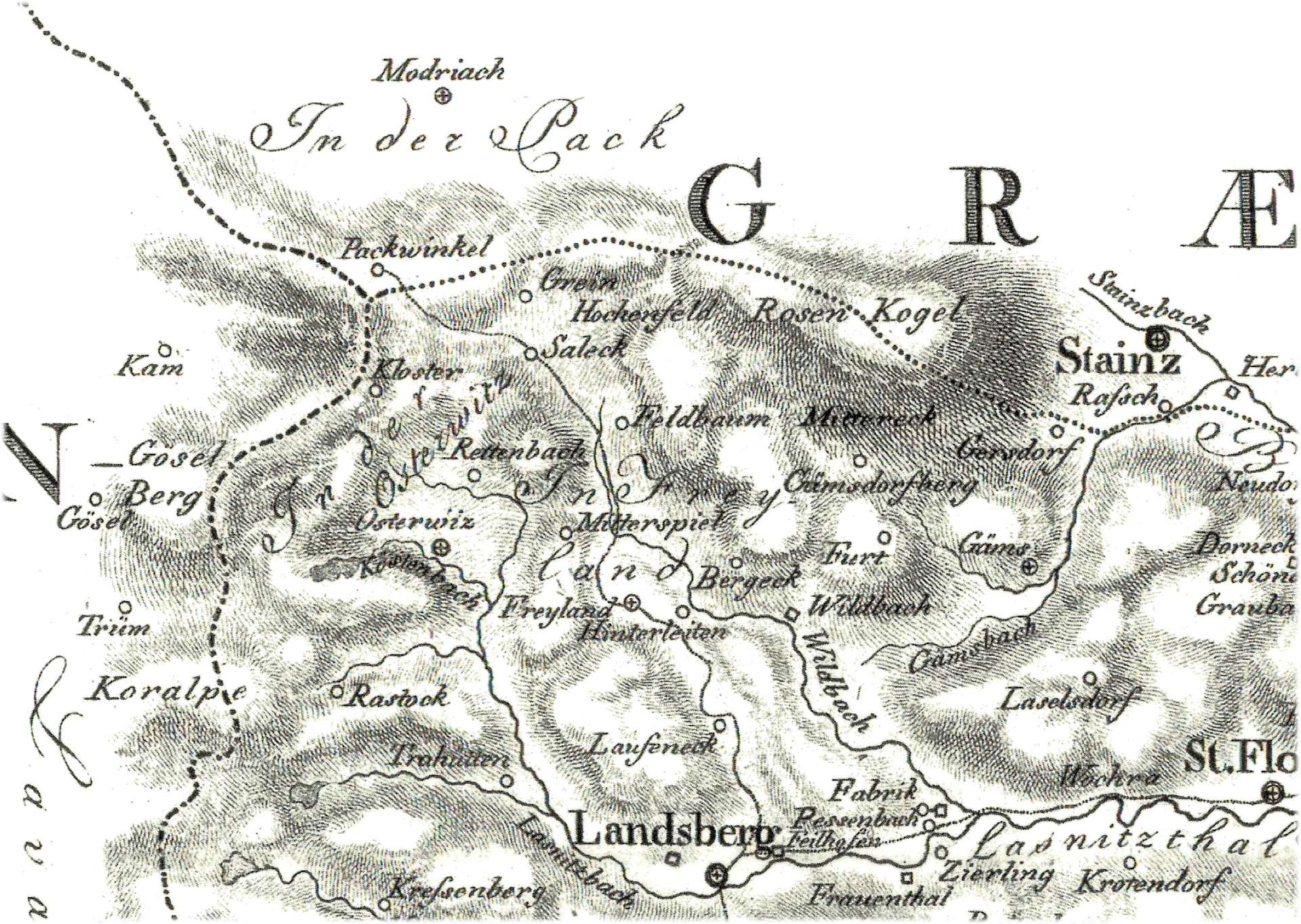
Im 18. Jahrhundert wird Osterwitz am Köstenbach dargestellt und die Gegend „In der Osterwitz“ erstreckt sich über die Hebalm

## Nachbarortschaften
| Preitenegg                             | Kloster                                     |          |
| Wolfsberg / Frantschach-Sankt Gertraud | Kompassrose, die auf Nachbargemeinden zeigt | Freiland |
| Gressenberg                            | Trahütten                                   |          |

## Geschichte
Osterwitz war zunächst von den Kelten, später von den Slawen besiedelt. Der Name Osterwitz stammt aus der slawischen Sprache, er wird vom Wort oster (scharf, spitz) abgeleitet und bedeutet Spitzberg (von *ostrovica),
Scharfenberg, scharfes Eck oder Kante,
wobei eine Namensvariante in alten Landkarten tatsächlich auf „Ostrowitz“ lautet. In einer anderen Quelle wird der Name als Siedlung an einem hoch aufragenden Berg übersetzt.
Im Süden von Osterwitz liegt ein Berg mit einer auffallend steilen, sonst im Gebiet nicht vorhandenen Gipfelform (Kumpfkogel). Der Name wird auch von einem alten Saumpfad abgeleitet, der eine scharfe Richtungsänderung vornahm. Im Südosten des Ortes Osterwitz liegt das Gebiet Spitzegg: es liegt damit ein slawisch-deutscher Doppelname vor, der Bevölkerungsschichten slawischer und deutscher Herkunft belegt. Die Ableitung des Ortsnamens vom Wort Osterwies’n, die sich in einem Unterrichtsbehelf Ende der 1950er-Jahre findet, ist vor diesen Ergebnissen unzutreffend und auch nicht mehr gebräuchlich.
Erstmals urkundlich erwähnt ist der Name in einer Urkunde aus dem Jahr 1322, als das Gebiet im Besitz des Bistums Salzburg war. Die Kirche wurde urkundlich erstmals 1370 genannt. Der Pfarrer von Osterwitz hatte im 14. Jahrhundert bereits ein solches Ansehen, dass ein Amtsträger es sich leisten konnte, sich standhaft zu weigern, am 11. Juni 1381 zu einer Synode zu erscheinen und dass dies in der Literatur als berichtenswert gesehen wird.
Für das 15. Jahrhundert ist ein Hinweis auf eine kleine Burg im Gebiet von Osterwitz publiziert: 1429 wurden Lehen über Huben und Zehent „an dem Purgstall bei Osterwitz“ vergeben. Diese Formulierung wird als Hinweis interpretiert, dass der Wehrbau bereits damals verfallen war und nur mehr sein Standort (die Burgstelle) bekannt war. Eine Stelle, an der sich diese Anlage befunden haben könnte, liegt südlich des Ortes Osterwitz auf einem kleinen Hügel.
Ab 1445 wurde Osterwitz Sitz einer eigenständigen Pfarre, 1480 zerstörten die Türken das Kirchengebäude. Im 15. und 16. Jahrhundert lag Osterwitz nach der Vierteleinteilung der Steiermark 1462 im „Viertel zwischen Mur und Traa“ (Drau), dem Vorgänger des Marburger Kreises.
Die Grenze von Osterwitz auf dem Koralpenzug gegen Kärnten (Handalm, Wildbacher Alm etc.) war auch eine Grenze, die für behördliche Maßnahmen zur Seuchenbekämpfung relevant war, so in den Jahren ab 1712 gegen die Pest. Am Weißofen und am Schönofen auf dem Handalmzug befanden sich an den Gebirgsübergängen Wachhütten, die mit mehreren Männern besetzt waren. Es waren an den Grenzen allgemein bewachte Straßen- und Wegsperren (Verhackungen, Verhaue) errichtet, die den Personen- und Warenverkehr in die Nachbarländer verhinderten und damit die Ausbreitung der Seuche erschweren sollten.
Osterwitz gehörte im 16. und 17. Jahrhundert zum „Landgericht Deutschlandsberg“.
Dies galt allerdings nur außerhalb des Dachtraufes: Innerhalb dessen lag die volle niedere Gerichtsbarkeit im 16. Jahrhundert beim jeweiligen Grundherren.
1611 lässt sich die erste urkundliche Erwähnung einer Pfarrschule nachweisen. Ab 1770, in der ersten Personen- und Häusererfassung in Österreich, sind Häuser und Menschen aus Osterwitz selbständig erfasst. Diese Erfassung fand im Rahmen der Heeresreformen unter Maria Theresia und Joseph II. statt und führte zur Einführung der „Numerierungsabschnitte“ (Konskriptionsgemeinden). Osterwitz war ein solcher Abschnitt. Gemeinsam mit den anderen Numerierungsabschnitten in Trahütten und Warnblick gehörte Osterwitz zum Werbbezirk Landsberg.
Aus dem Numerierungsabschnitt wurde in den Jahren danach die gleichnamige Steuergemeinde und Katastralgemeinde Osterwitz.
Die Pfarre umfasste bis 1780 neben Osterwitz auch Trahütten, Warnblick und Laufenegg bei Deutschlandsberg.
Eine Nutzung des Bethleitenbaches zwischen Osterwitz und Trahütten für die Holztrift ist 1890 belegt. Der Triftrechen, bei dem das Holz wieder an Land gezogen wurde, befand sich am östlichen Ausgang der Klause bei Deutschlandsberg, er war bis in die Mitte des 20. Jahrhunderts in Betrieb. Ob dann noch Holz aus Osterwitz getriftet wurde, ist nicht belegt. Die „Betleiten“ wird als Teil des Pilgerwegs nach Osterwitz geschildert, an dem auch die Hl. Familie auf der Flucht nach Ägypten gerastet haben soll, seit damals soll ein Felsen „einen feinen Wohlgeruch“ ausströmen.
Am 30. Juni 1995 ereignete sich im Betleitengraben ein aufsehenerregender Mord im Drogenmilieu, bei dem der 30-jährige Grazer Zuhälter und Drogenhändler Werner Happer mit einer Maschinenpistole erschossen wurde. Die Tat ereignete sich auf einem Waldweg bei der Zach-Säge, sie wurde nicht aufgeklärt. Ein Mordprozess endete mit Freisprüchen.
Im Frühjahr 2012 beschloss die Gemeinde Osterwitz, eine Zusammenlegung mit der Gemeinde Trahütten anzustreben und die weiter gehenden Zusammenlegungspläne mit Deutschlandsberg im Rahmen der steirischen Gemeindestrukturreform abzulehnen. Ein entsprechender Antrag auf diese Zusammenlegung wurde von der Steiermärkischen Landesregierung abgelehnt, eine Beschwerde dagegen beim Verfassungsgerichtshof war nicht erfolgreich.
Im Rahmen der steiermärkischen Gemeindestrukturreform wurde Osterwitz 2015 mit den Gemeinden Deutschlandsberg, Bad Gams, Freiland bei Deutschlandsberg, Kloster und Trahütten zur Stadtgemeinde Deutschlandsberg vereinigt. Grundlage dafür ist das Steiermärkische Gemeindestrukturreformgesetz – StGsrG. Ohne Erfolg blieb eine weitere Beschwerde an den Verfassungsgerichtshof, in der sich die drei Gemeinden Trahütten, Osterwitz und Freiland gegen die Fusion mit Deutschlandsberg aussprachen.

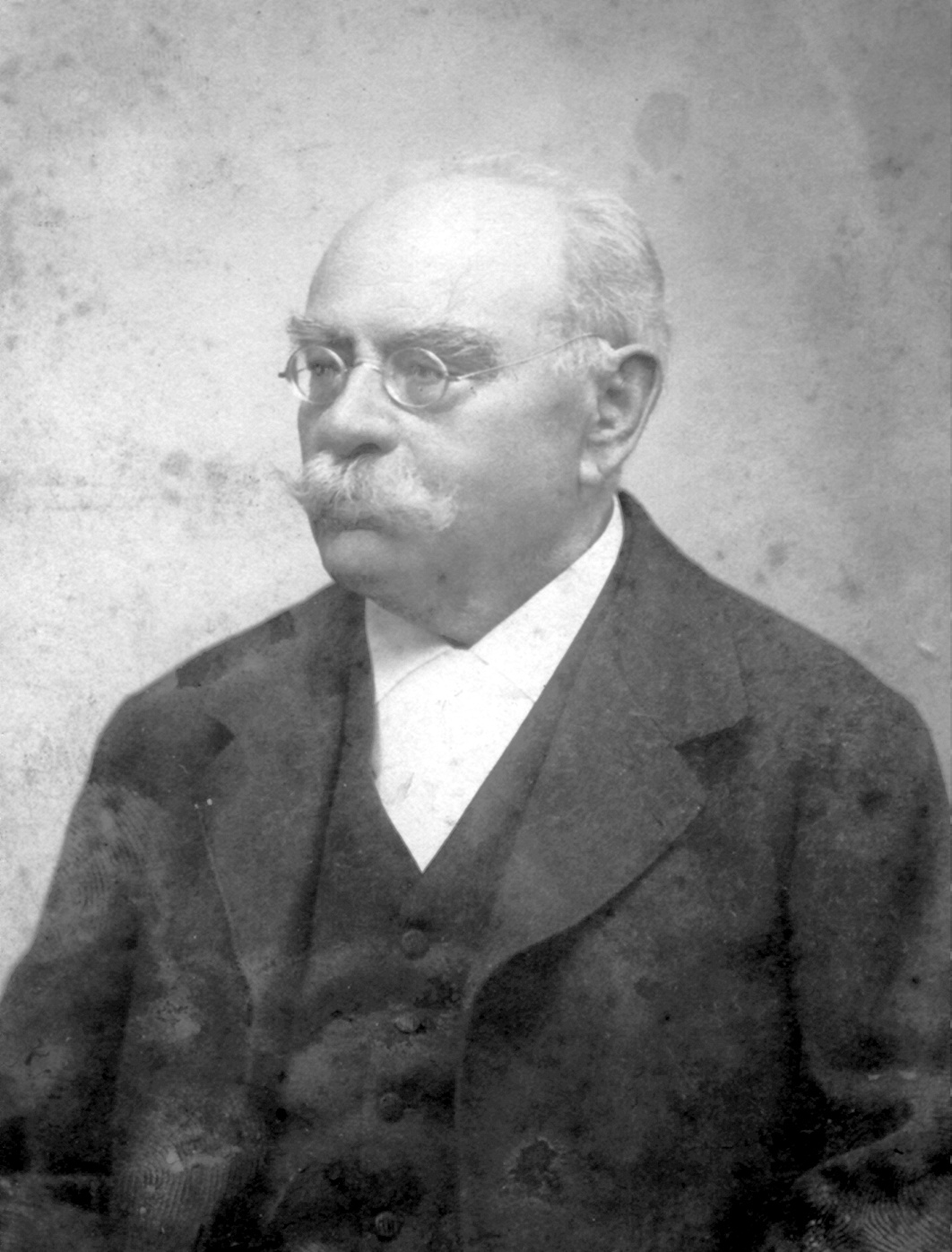
Leo Simon Reinisch

### Leo Simon Reinisch
Ein bedeutender Sohn von Osterwitz war der auch heute noch international bekannte Ägyptologe, Mexikanist und Afrikanist Leo Simon Reinisch (1832–1919).

### Karl Lukesch
Der Missionar und Sammler von Kulturobjekten Karl Lukesch war von 1958 bis 1960 Provisor der Pfarre Osterwitz.

## Bevölkerung

### Bevölkerungsentwicklung
Für Osterwitz werden im Jahr 1770 460 Einwohner („Seelen“) genannt. Danach liegt die Einwohnerzahl bei 454 (1782), 82 Familien (1810), 321 (1812), 385 (1846), wobei die Zählungen keine einheitlichen Erfassungsgrundlagen verwendete und z. B. während der napoleonischen Kriege wesentliche Teile der männlichen Bevölkerung nicht am Wohnort erfassbar waren.
Danach ist die Einwohnerzahl der Gemeinde Osterwitz weiter fast durchgehend gesunken. Lediglich in den 1920er Jahren konnte sich die Bevölkerung deutlicher erholen. 2014 lebte im Vergleich zum Jahr 1869 nur noch etwa ein Drittel der früheren Bevölkerung in der Gemeinde. Gebiete, in denen sich bis in das 20. Jahrhundert noch mehrere Bauernhöfe befanden, wie im Talschluss des Rettenbachtales, waren bereits ohne dauernde Siedlungsstelle.

### Bevölkerungsstruktur
Die Gemeinde hatte laut Volkszählung 2001 167 Einwohner. 97,6 % der Bevölkerung besitzen die österreichische Staatsbürgerschaft. Zur römisch-katholischen Kirche bekannten sich 95,8 % der Einwohner, 3,0 % waren ohne religiöses Bekenntnis. Mit Stichtag 31. Oktober 2008 hatte die Gemeinde 155 Einwohner (Zählung nach Hauptwohnsitzen des Zentralen Melderegisters).

## Kultur und Sehenswürdigkeiten
Pfarrkirche Maria Osterwitz: Auf dem Bergrücken, der sich von der Handalm östlich in Richtung des Grazer Beckens erstreckt, liegt im Zentrum der Gemeinde die Wallfahrtskirche mit dem Patrozinium der Schmerzhaften Muttergottes. Diese Kirche ist urkundlich 1382 erwähnt, es handelt sich um einen spätgotischen Bau mit barocken Seitenschiffen. Der gotische Westturm mit seinem Zwiebelhelm ist im Gebiet weithin sichtbar. Am 15. August jedes Jahres (Fest Maria Himmelfahrt, „großer Frauentag“) ist die Kirche Ziel mehrerer Wallfahrten aus dem weststeirischen Gebiet. Am 21. Juni 2015 wurde das Jubiläumsfest „1000 Jahre Maria in der Osterwitz“ gefeiert. Dieser Festtermin knüpfte daran an, dass 1715 vom damals für dieses Gebiet zuständigen Salzburger Erzbischof die Abhaltung einer 700-Jahr-Feier genehmigt worden war.
Der Turm ist der älteste erhaltene Teil der Kirche. 1765 erhielt der Turm das zwiebelförmige Dach aus Holzschindeln, nachdem bereits 1715 die Kirche mit 40.000 Holzschindeln neu gedeckt worden war. 1801 wurde ein neues Turmkreuz und 1871 nach einem Blitzschaden neuerlich ein Kreuz und die Metalldeckung des Turmdaches angebracht. 2015 erhielt der Turm ein Dach aus Kupferblech.
Der Hochaltar stammt aus den Jahren 1780–1800, die Gnadenstatue (Pietà) der Kirche aus der Zeit um 1500.

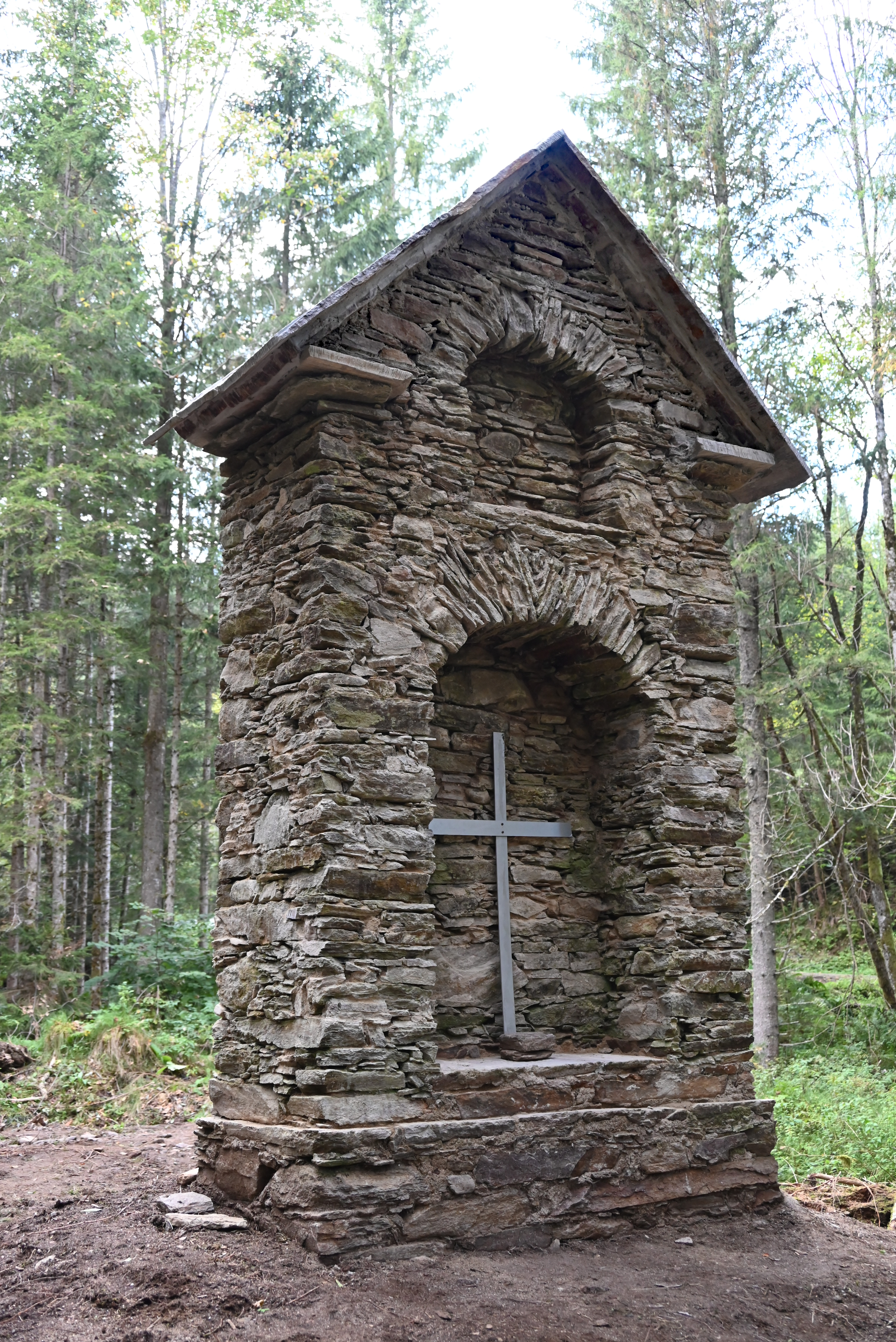
Pöschlkapelle nach Renovierung im Sommer 2023

### Pöschlkapelle (Breitpfeiler)
Diese Kapelle war ein verfallender Bildstock (ca. 18. Jahrhundert) in Form eines Breitpfeilers. Der Bau hat zwei Nischen, ein Dach aus Steinplatten und ist ca. 4 m hoch, 2,2 m breit und 1 m tief. Eine künstlerische Ausschmückung ist nicht mehr vorhanden, nur mehr wenige kleine Verputzreste waren erhalten geblieben. Das Gebäude steht in einer Gabelung des alten Weges an den ehemaligen Brücken bzw. Bachübergängen des Wallfahrtsweges von Rettenbach (Pfarre St. Oswald in Freiland) nach Osterwitz über den Rettenbach und die Laßnitz (ehem. Pöschlbrücke) im Tal zwischen den Bauernhöfen vlg. Pöschl (zu dem das Grundstück gehört), Fastlbauer und Strellykeusche zwischen den Katastralgemeinden Rettenbach-Kloster und Osterwitz.⊙ Es liegt abseits der heutigen Straße im Gelände der Mündung von Rettenbach und Laßnitz. Der Bau wurde im Sommer 2023 renoviert.
Als Wandgestaltung der Kapelle wird ursprünglich eine gekalkte Natursteinfassade angenommen, die später mit einem Verputz versehen wurde, der aber ebenfalls nicht mehr vorhanden war. Die Auswertung eines Restes von vier vermorschten Holzbalken einer älteren Dachkonstruktion (die vielleicht in einen Vorbau vor der steinernen Kapelle gemündet hatte) ergab 2023 nach der Radiokarbonmethode Hinweise auf ein Alter des Holzes von ungefähr 313 Jahren, somit dessen Verwendung im beginnenden 18. Jahrhundert. Das bedeutet keine Aussage darüber, ob vielleicht ein noch älterer Vorgängerbau vorhanden war. In der Umgebung der Kapelle liegen eine Reihe von Gebäuderesten (Hausgruben, Mauern etc.), die als Reste einer Blei- und Silberschmelze mit Poche (Stampf), oder von Mühlen, einer Mautstation und des ehemaligen Gasthauses Strehly samt Nebengebäuden vermutet werden, ebenso die Reste der Widerlager der Brücke eines alten Weges zwischen Osterwitz und Rettenbach. Manche Reste dürften in den späten 1930er-Jahren als Baumaterial für das Lager des Reichsarbeitsdienstes in St. Oswald in Freiland verwendet worden sein, sodass nur wenig aufgehendes Mauerwerk vorhanden ist. Die Lage dieser Reste könnte allerdings erklären, warum die Kapelle nach Osten orientiert ist und damit dem vorbeiführenden Weg den Rücken zukehrt, sodass ihr Standort vielleicht an einer alten Weggabelung lag.

### Naturdenkmäler
Eine Waldkiefer südwestlich des Ortes Osterwitz steht unter Naturschutz. Geschützt ist eine Fläche von 1030 m² um den Baum. Grundlage des Schutzes als Naturdenkmal im Jahr 2010 ist ein Bescheid der Bezirkshauptmannschaft Deutschlandsberg.
Ein zweites Naturdenkmal ist eine Winterlinde (Tilia cordata) im Ortszentrum von Osterwitz auf einer Fläche von 230 m² in ihrem Umkreis. Sie wurde auf Anordnung des damaligen Gemeindevorstehers Thomas Rämpitsch, Bauer vlg. Goach, 1885 gepflanzt und mit Sitzplätzen rund um den Baum ausgestattet.

## Wirtschaft und Infrastruktur
Bei der Arbeitsstättenzählung 2001 gab es in der damaligen Gemeinde 8 Arbeitsstätten mit 15 Beschäftigten insgesamt, davon 7 unselbständig Beschäftigten sowie 49 Auspendler und 2 Einpendler.
Das Siedlungsgebiet der Gemeinde (Dauersiedlungsraum) umfasst nur 7,4 % des Gemeindegebietes, der Rest sind Wald- und Almgebiete.

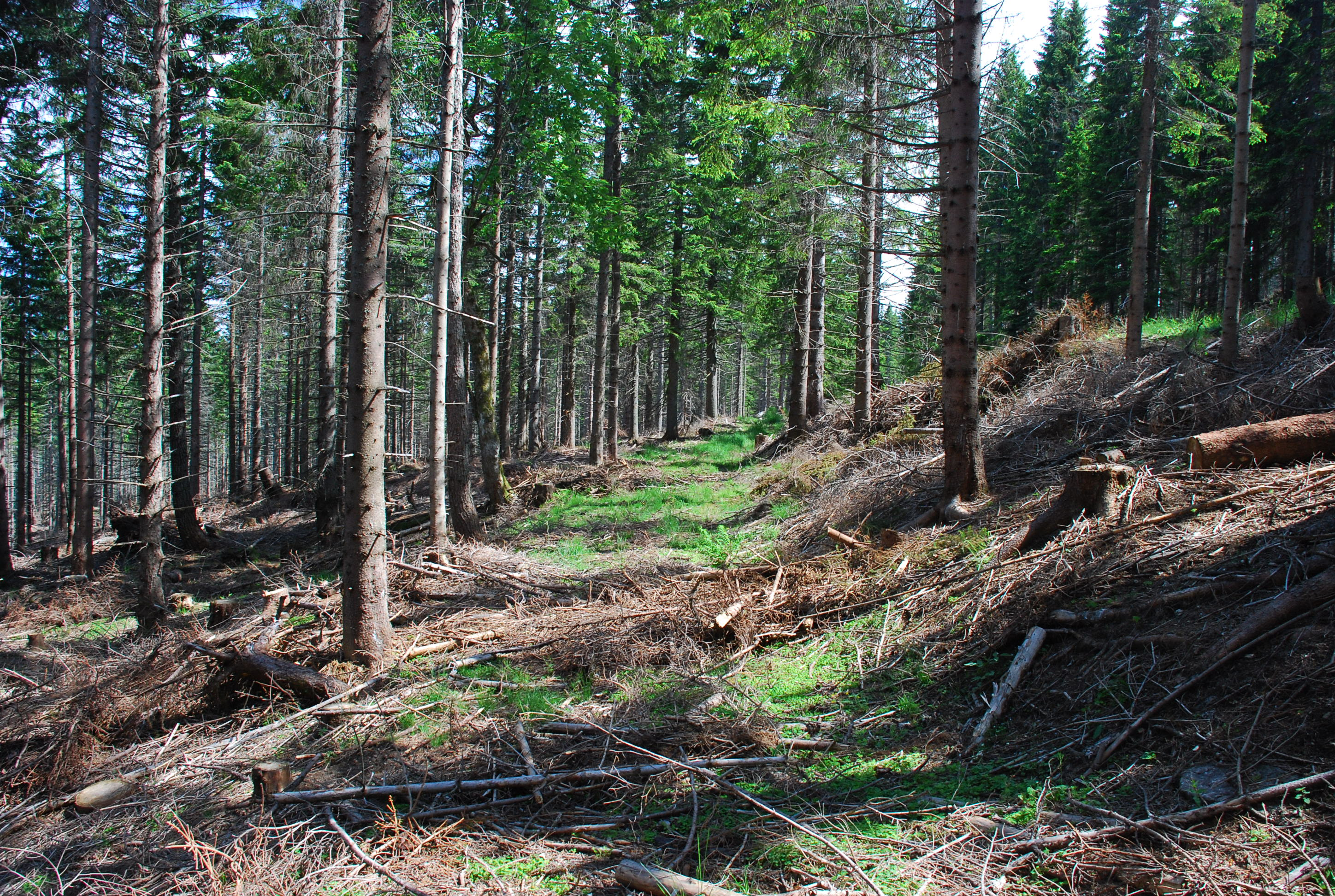
Trasse der Waldbahn Deutschlandsberg in Osterwitz-Winkel, Nordhang des Stoffkogels beim Stoffbach

Die Verkehrserschließung erfolgt über Nebenstraßen des Koralmgebietes: Verbindungen bestehen über das Laßnitztal nach Kloster und Freiland und über das Tal des Betleitenbaches nach Trahütten. Osterwitz hatte nie einen Anschluss an öffentliche Verkehrsmittel. Im Autobuskursbuch Sommer 1934 ist zwar im Linienplan eine Abzweigung der damaligen Buslinie Nr. 2079 (Deutschlandsberg↔Trahütten↔Glashütten) von Trahütten nach Osterwitz angezeigt, der im gleichen Band abgedruckte Fahrplan erwähnt allerdings keine Verbindungen nach Osterwitz. Die nächsten Busstationen befanden sich bis zur Einstellung auch dieser Buslinie 2013 in Kloster (zuletzt nur Schülerverkehr). Die Buslinie über Trahütten nach Glashütten besteht seit 1991 nicht mehr, nachdem ihr Betrieb in den Jahren davor mangels Bedarf immer weiter eingeschränkt werden musste.

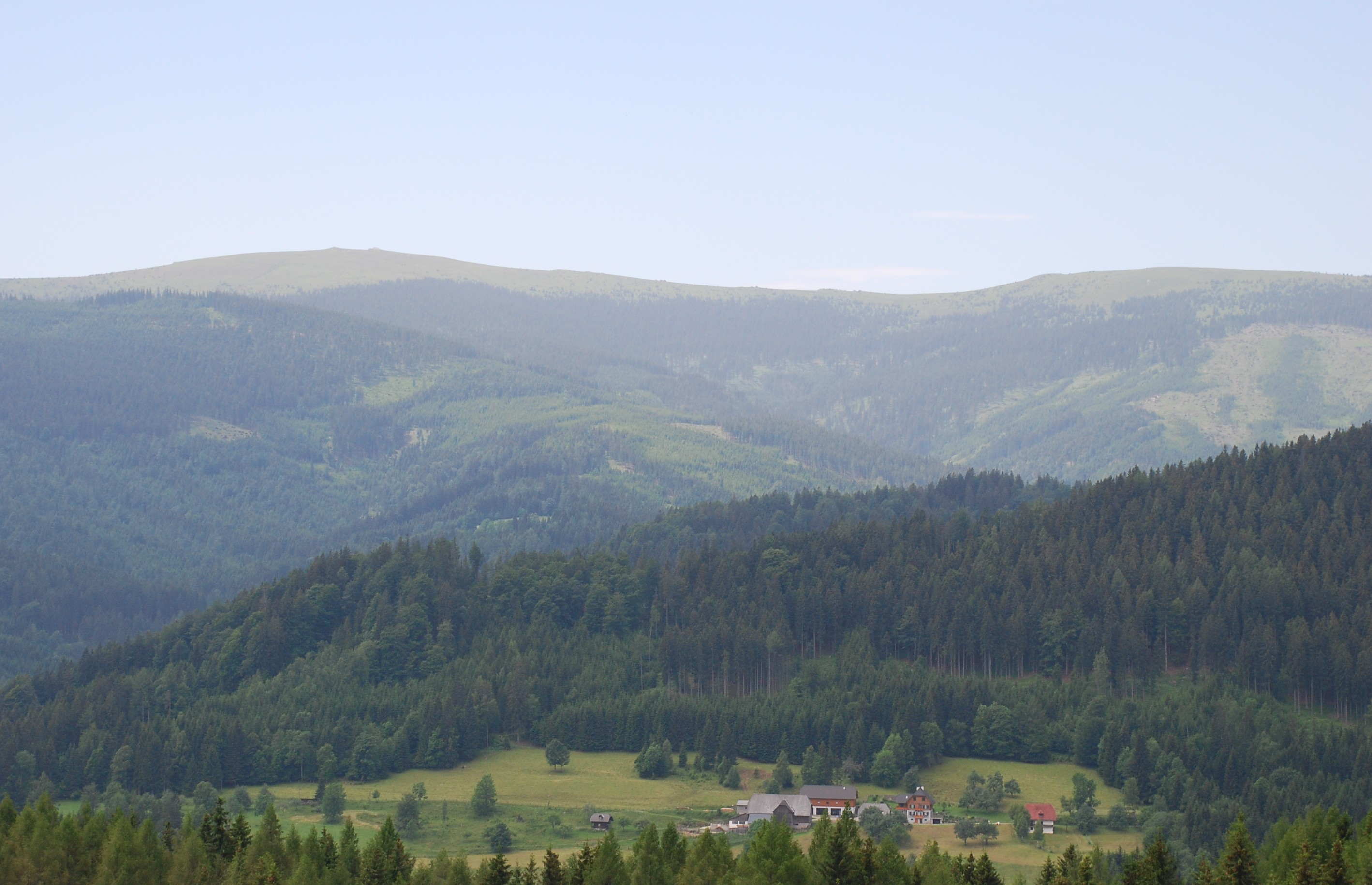
Der Westen von Osterwitz: Handalm und Wildbachalm (re.) am Horizont, davor links der Poschkogel, mittig der Weberbauerkogel, im Vordergrund der Bauernhof vulgo Pöschl, der (kl.) Pöschlkogel und das Rettenbachtal

Die Wegeverbindung nach Westen über die Posch-Alm über den Wildbachersattel zur Weinebene war bis in die 1940er-Jahre mit Geländefahrzeugen passierbar.
Sie ist danach verfallen und nur mehr in Resten erkennbar. Ebenso sind von den ausgedehnten Zubringerstrecken der Waldbahn Deutschlandsberg nur mehr Reste vorhanden. Nach Westen über die See Eben nach Kärnten verlief ein Fahrweg, dem parallel die Waldbahntrasse folgte und der in den 1970er Jahren zu einer Forststraße ausgebaut wurde. Diese Verbindung ist für den allgemeinen Verkehr gesperrt, kann aber als Wanderweg genützt werden.
Im Gebäude der ehemaligen Volksschule befand sich bis 2014 das Gemeindezentrum. Das Gebäude war 1965 eröffnet worden. Die Volksschule von Osterwitz (Schulkennzahl 603191), die 399 Jahre bestanden hatte, wurde nach Ende des Schuljahres 2009/10 wegen zu geringer Schülerzahl geschlossen. In der Gemeinde hatten nur mehr fünf Kinder im Volksschulalter gelebt. Im Schuljahr 1869/70 hatten die Schule 56 Kinder, wegen der schlechten Wege im Gebiet zumindest teilweise, besucht. 1910 gab es in Osterwitz 50 Schulkinder. Am Beginn war der Lehrer auf eine Entlohnung in Naturalien durch die örtlichen Bauern angewiesen: Die Chronik berichtet über ein Jahreseinkommen von 12 Schobern (zu je 12 Garben) Weizen, 12 Schober Korn (für Roggen), 12 Schober Hafer, 42 Schweinsstelzen, von 12 Bauern je zwei Laib Brot und zur Herstellung der Hostien weiteren Weizen.

## Windkraftanlage
Die Handalm im Südwesten von Osterwitz gehört zu jenen Gebieten, in denen nach den Regeln der Raumplanung Windkraftanlagen errichtet werden können. Sie wird als „Vorrangzone“ ausgewiesen, in der das Windangebot große Leistungen ermöglicht.

Im Herbst 2017 wurden am Höhenrücken der Handalm 13 Windkraftanlagen in Betrieb genommen.

## Politik

### Gemeinderat
Bei den letzten Wahlen am 21. März 2010 änderte sich der Mandatsstand (6:3) nicht, die Stimmen verschoben sich um 2,69 % zur ÖVP. Das Ergebnis lautete auf 64,55 % ÖVP, 35,45 % SPÖ. Bei den vorangegangenen Gemeinderatswahlen 2005 hatte die ÖVP ihre Vormachtstellung in Osterwitz halten können und erreichte bei einem Zugewinn von 0,32 % 61,86 %. Die SPÖ konnte um 15,06 % zulegen und erreichte 38,14 %, was den Gewinn eines Mandates bedeutete.

### Kleinregion
Die Gemeinde war Mitglied der Kleinregion „Kernraum Bad Gams – Deutschlandsberg – Frauental“ (mit Kloster und Freiland). In diesem Gemeindeverband sollten die Aufgaben von Straßenerhaltung, Einkauf und die Kinder- und Jugendbetreuung gemeinsam erledigt werden. Der Verband konstituierte sich am 9. Dezember 2010. Er hat Rechtspersönlichkeit und beruht auf freiwilliger Vereinbarung. Sein Sitz ist Frauental, seine rechtliche Basis § 38a der Gemeindeordnung.

### Wappen
Die Gemeinde Osterwitz hatte bis zu ihrer Auflösung kein offizielles Gemeindewappen.

## Historische Landkarten und Blätter des Katasters

historische Landkarten zum Gebiet von Osterwitz aus den drei Landesaufnahmen in der Zeit von ca. 1789 bis 1910
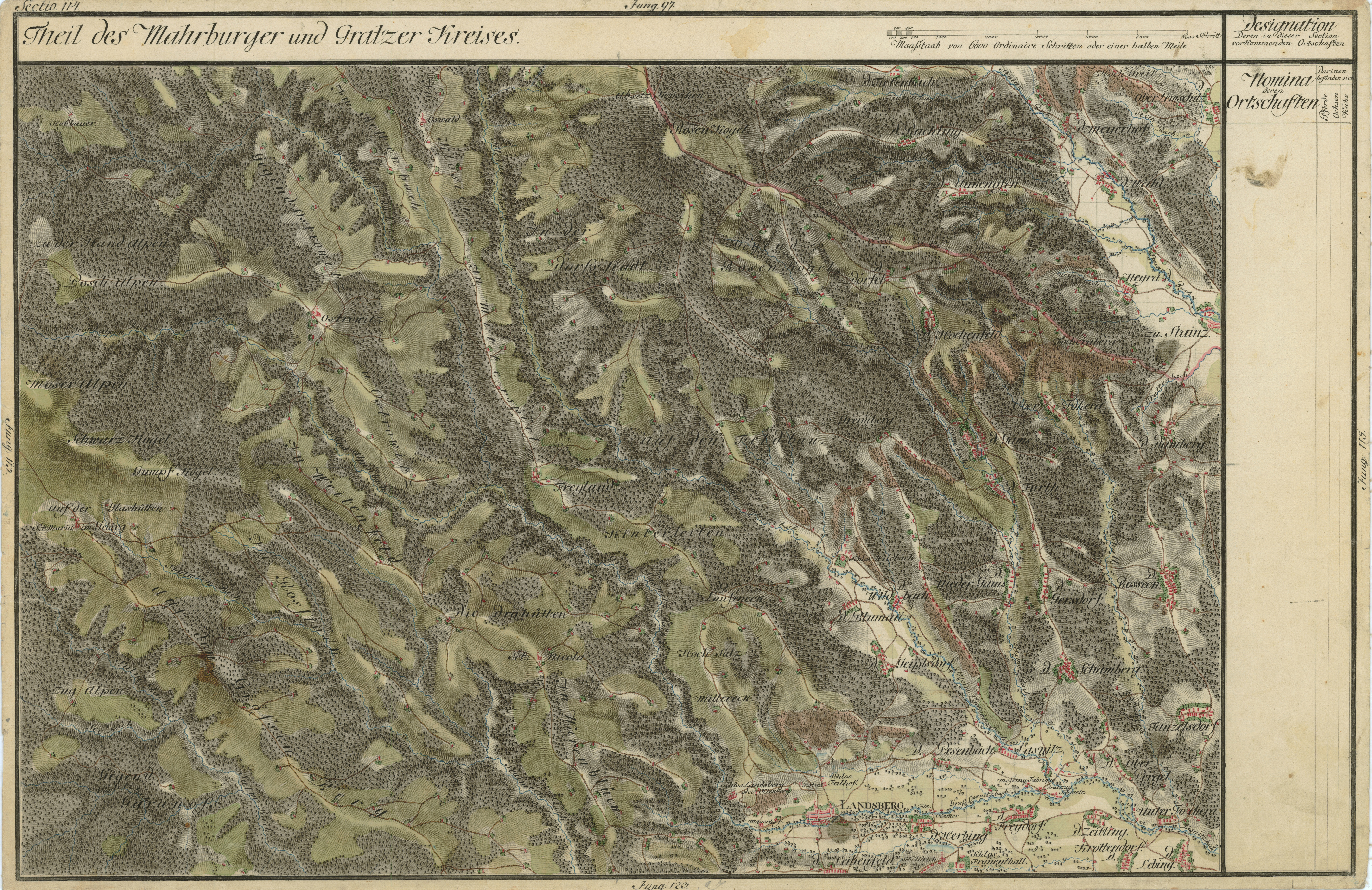
Das Gebiet von „Ostrowitz“ (links) in der Josephinischen Landesaufnahme, um 1790
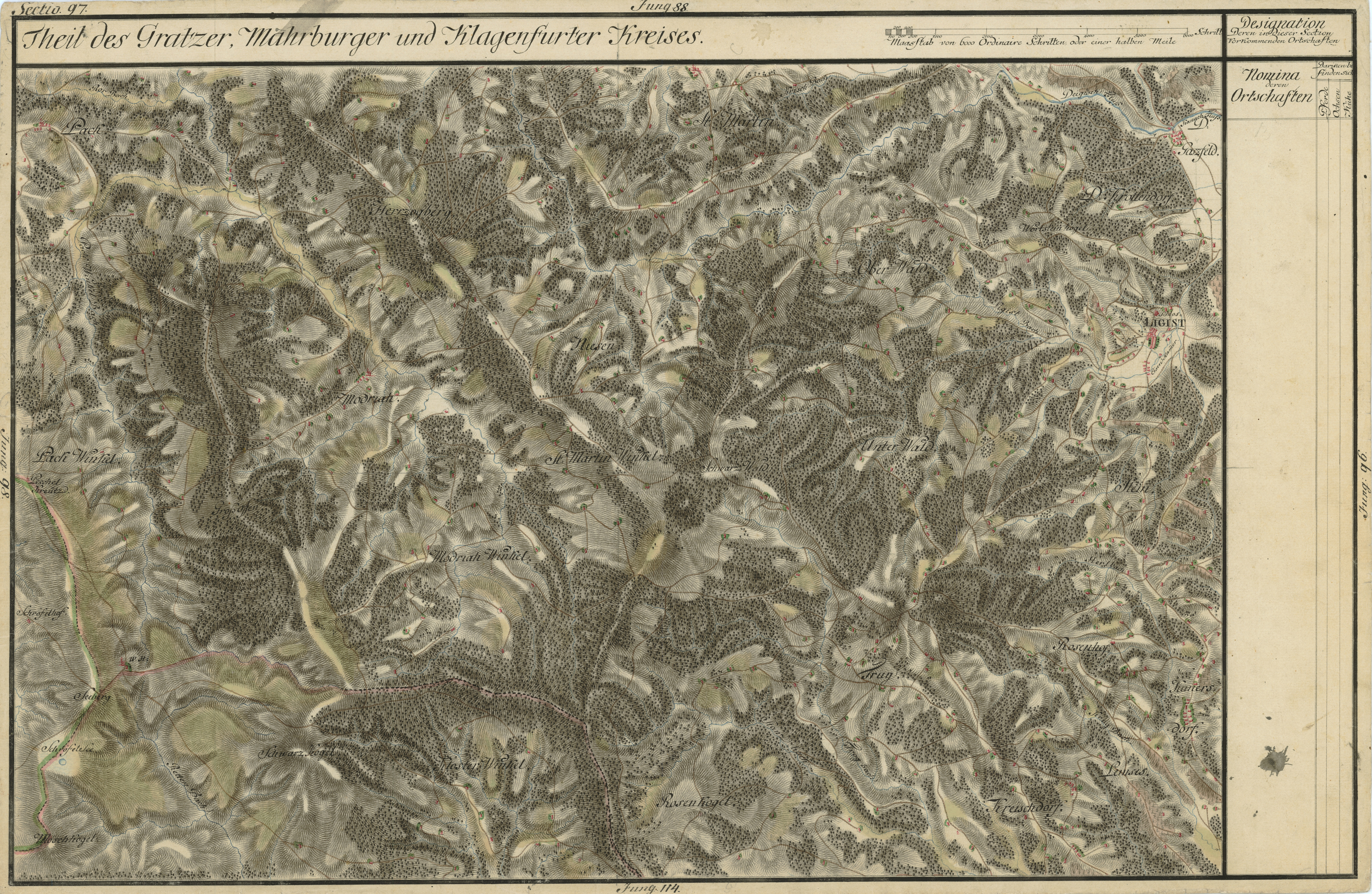
Der Nordosten von Osterwitz (links unten) mit dem Schrefel See an der Grenze zur Hebalm
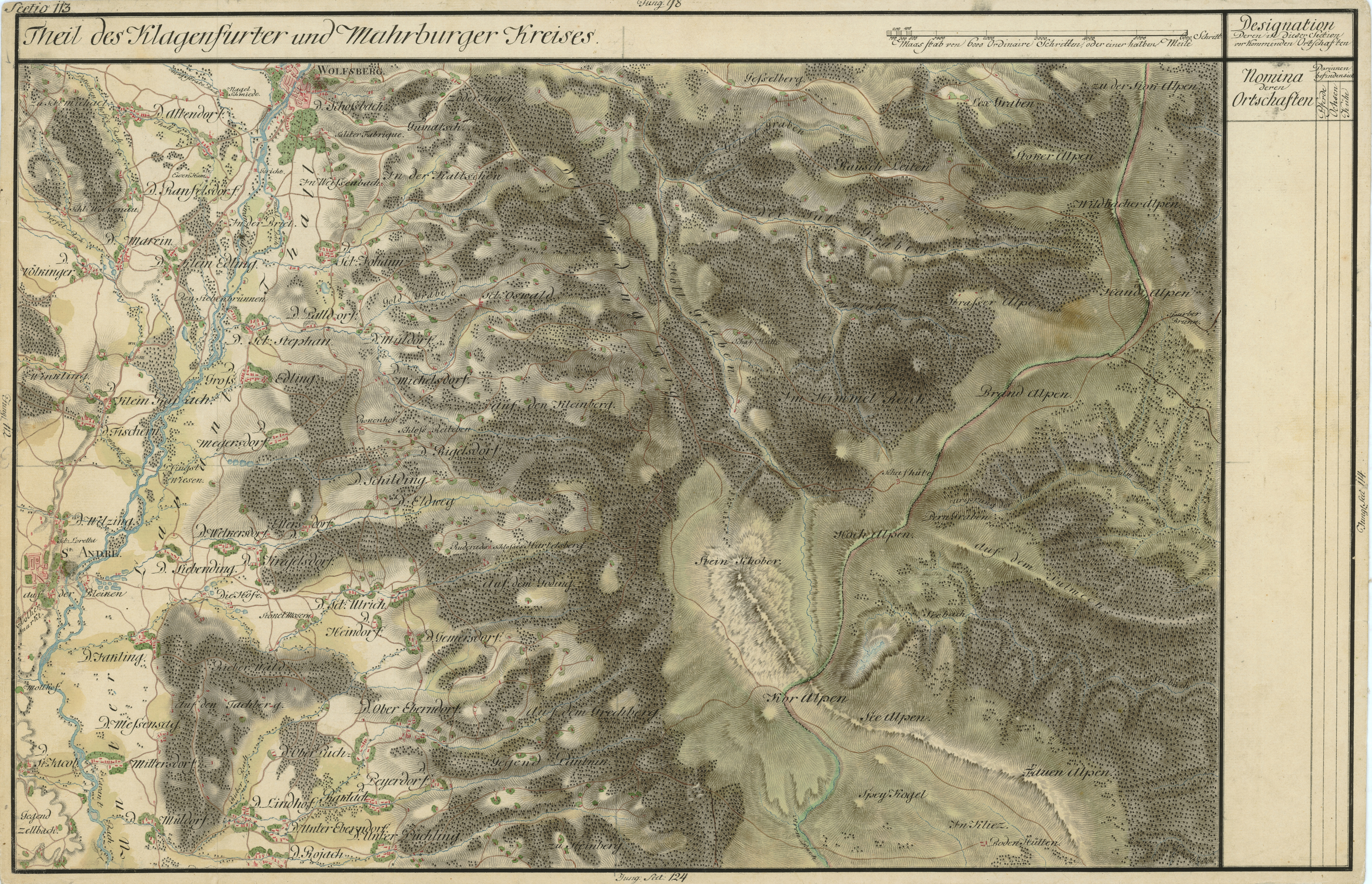
Westliche Grenze an der Weinebene
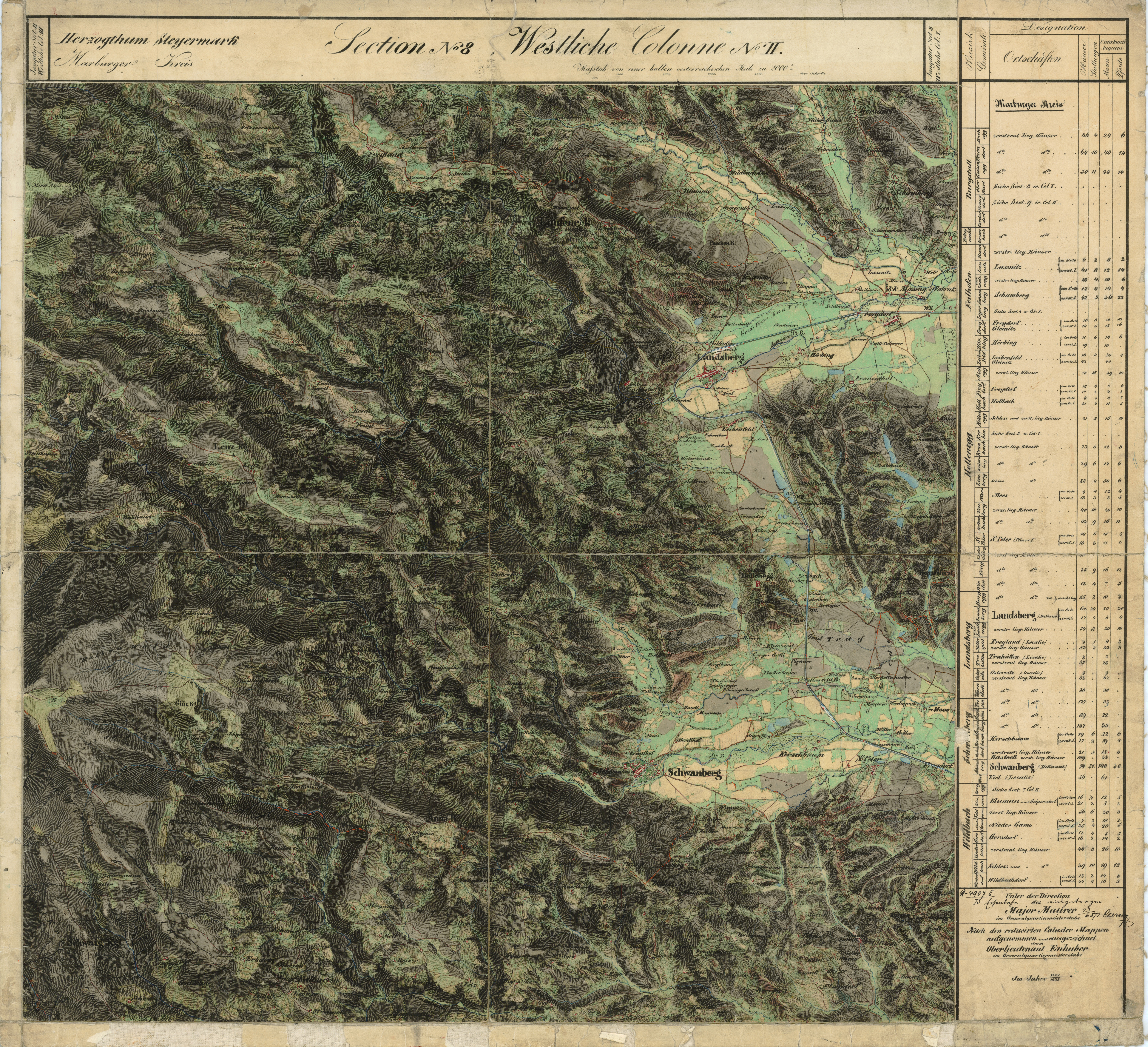
Osterwitz in der Franziszeischen Landesaufnahme, ca. 1835
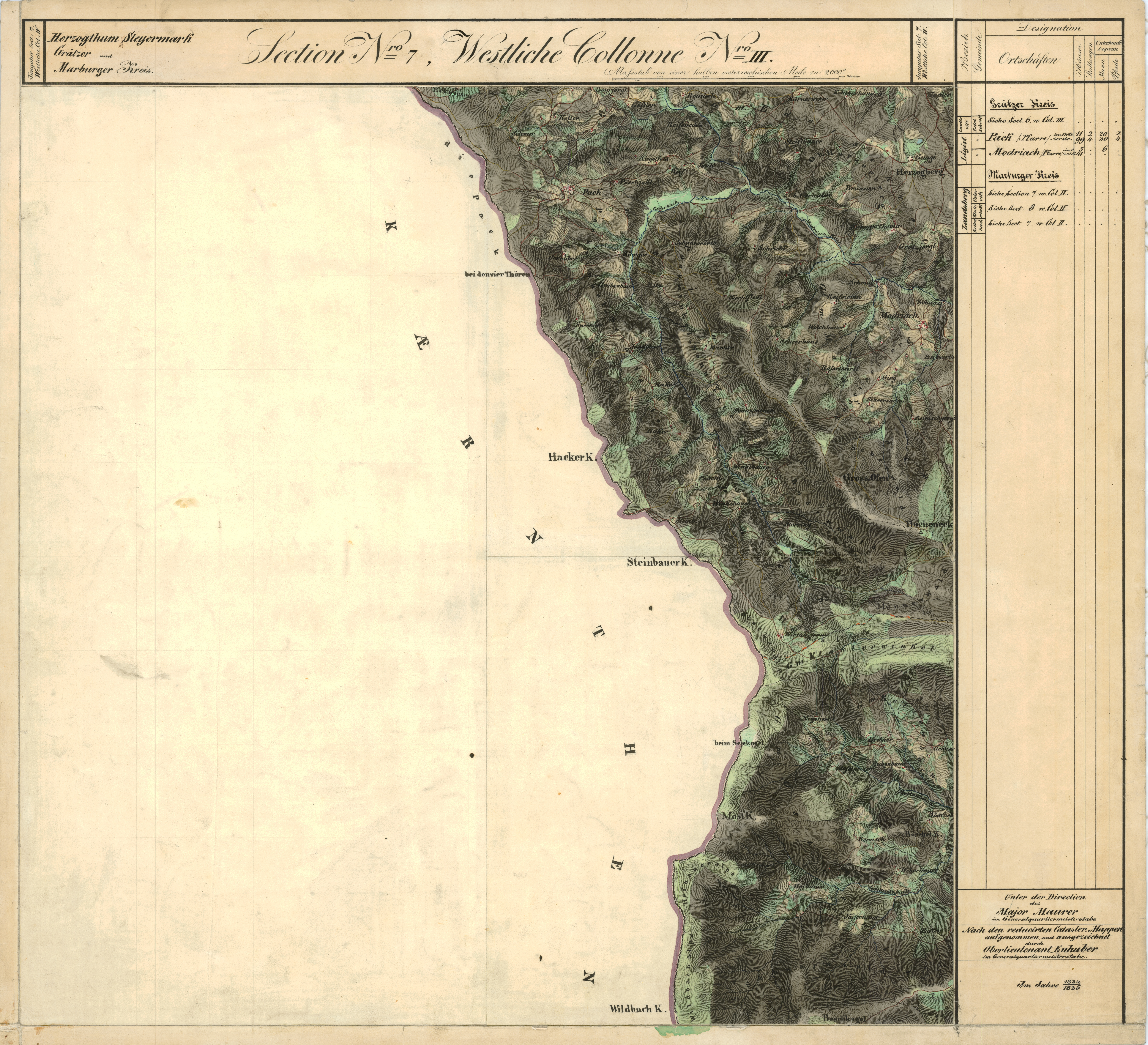
Nordwesten von Osterwitz bei der Hebalm
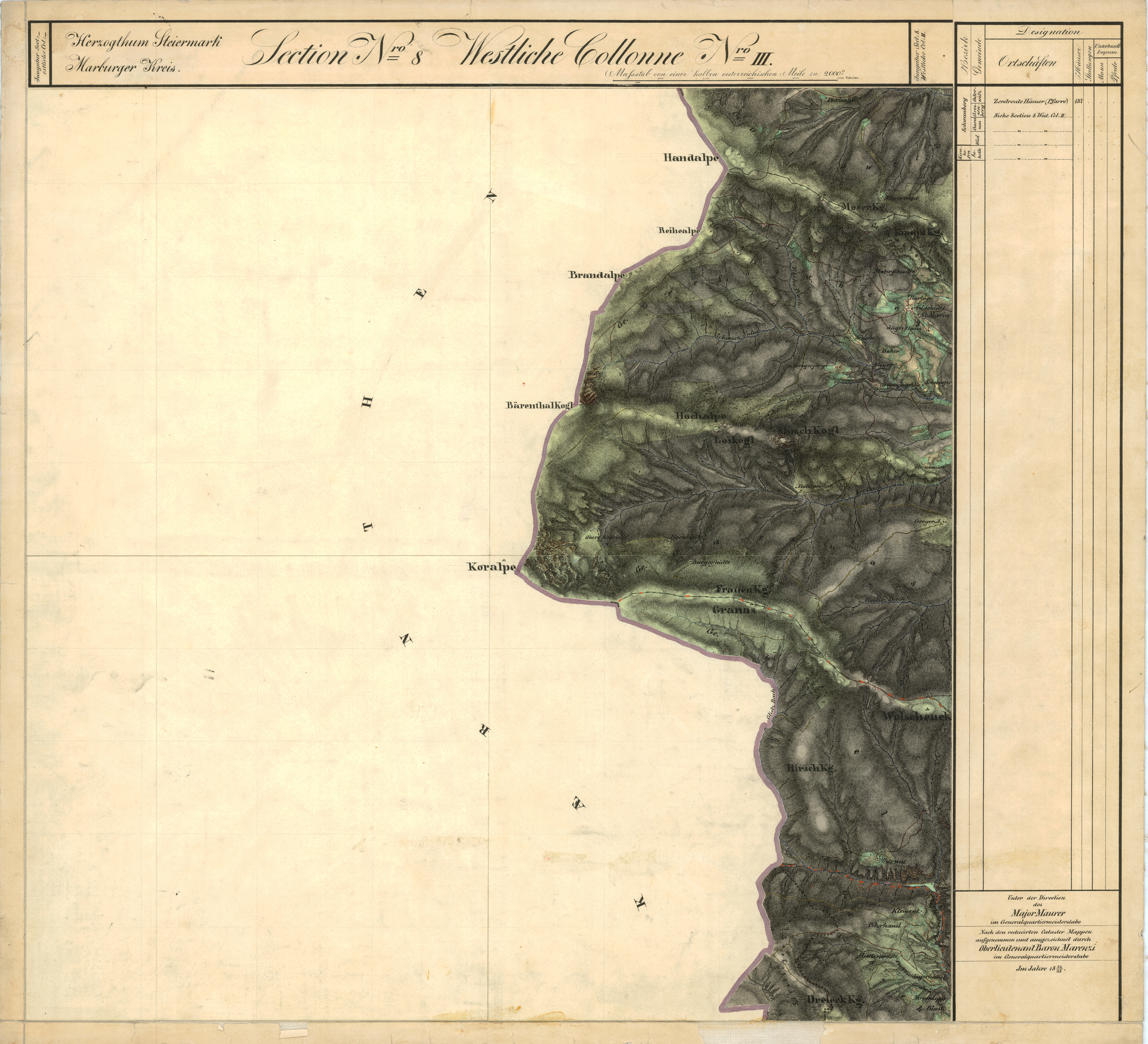
Der Südwesten um 1835
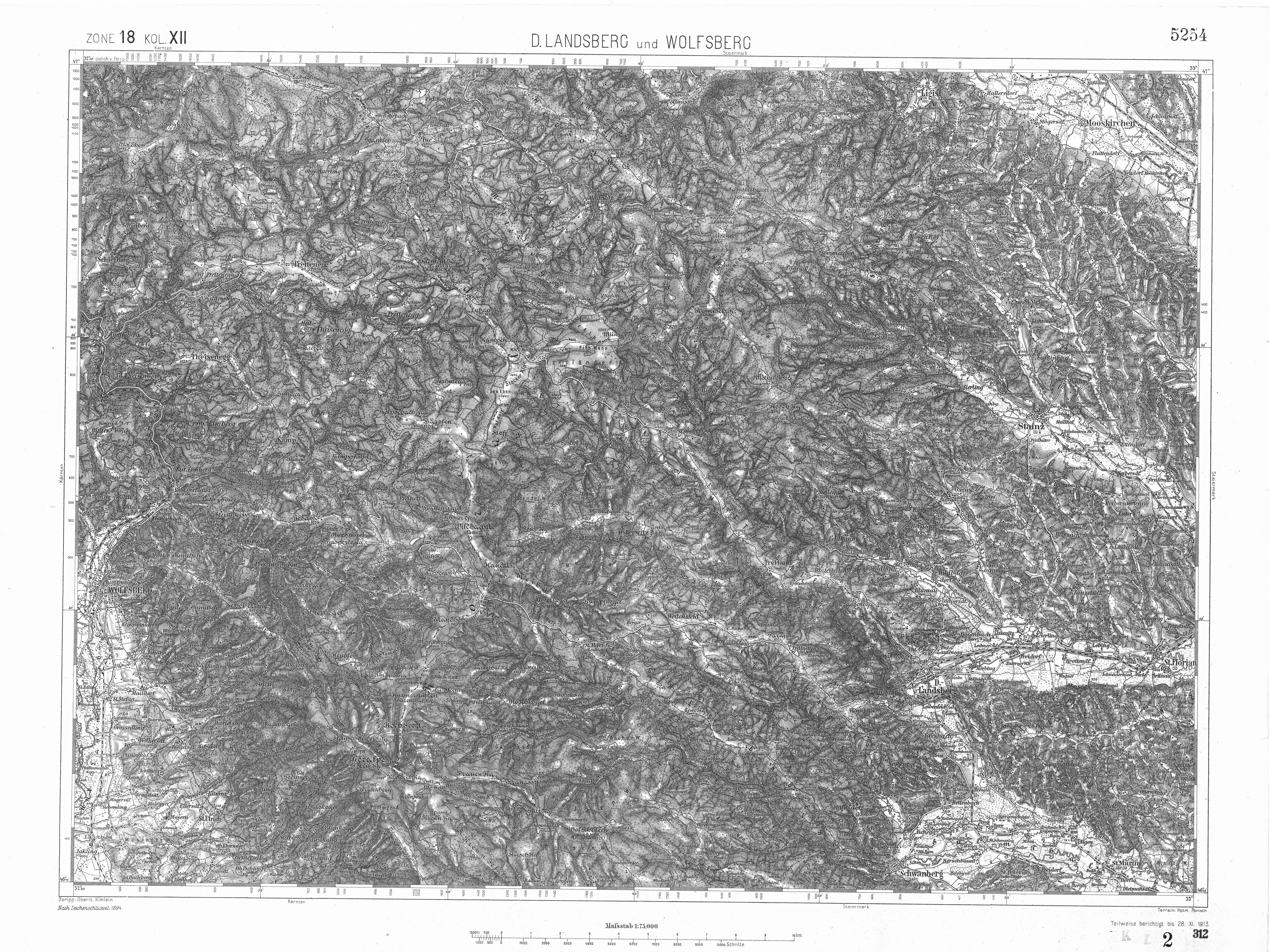
In der franzisco-josephinischen (3.) Landesaufnahme, um 1895. Teilweise berichtigt bis 28. November 1913.
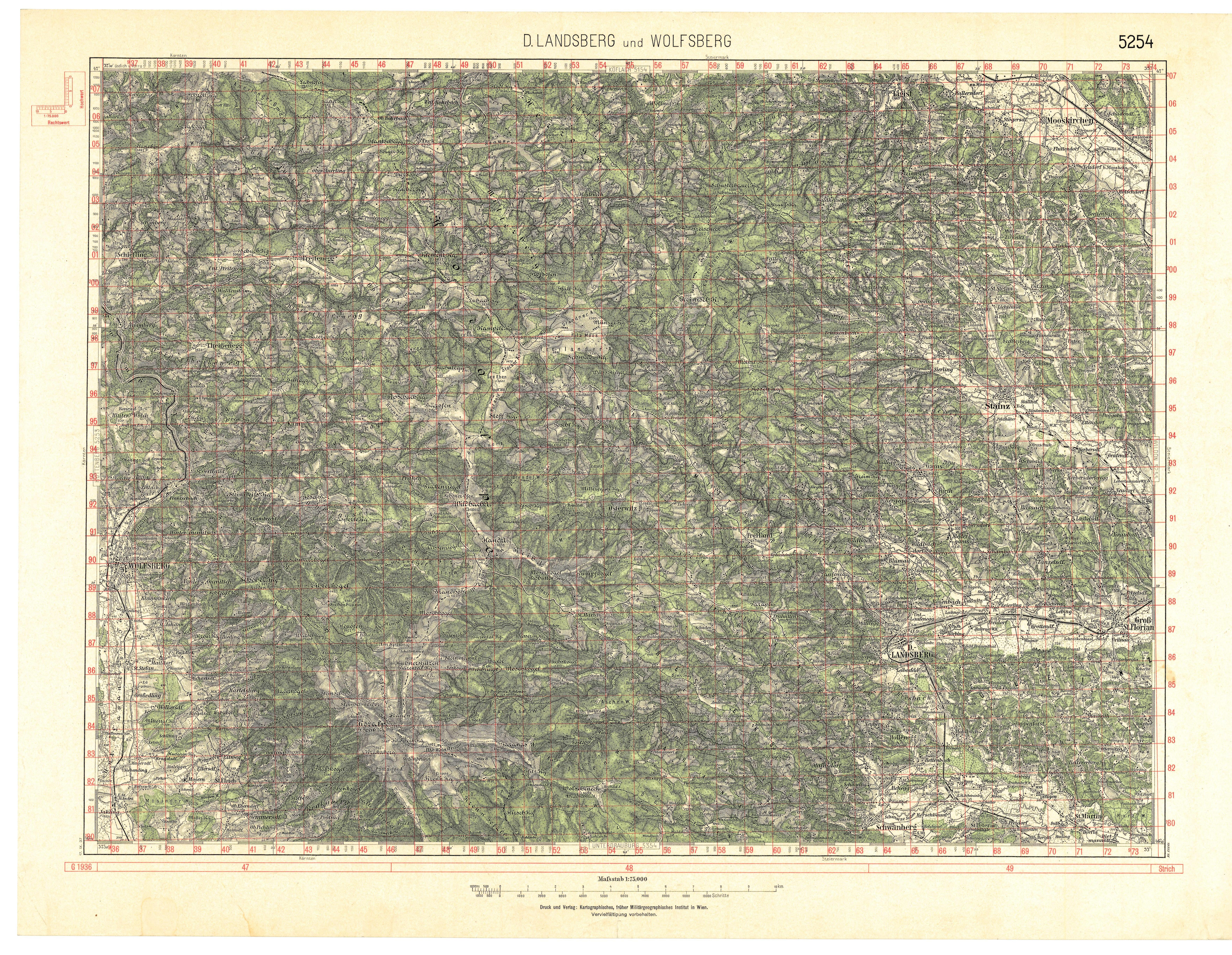
Osterwitz um 1937 mit Waldbahntrasse und Seilbahn
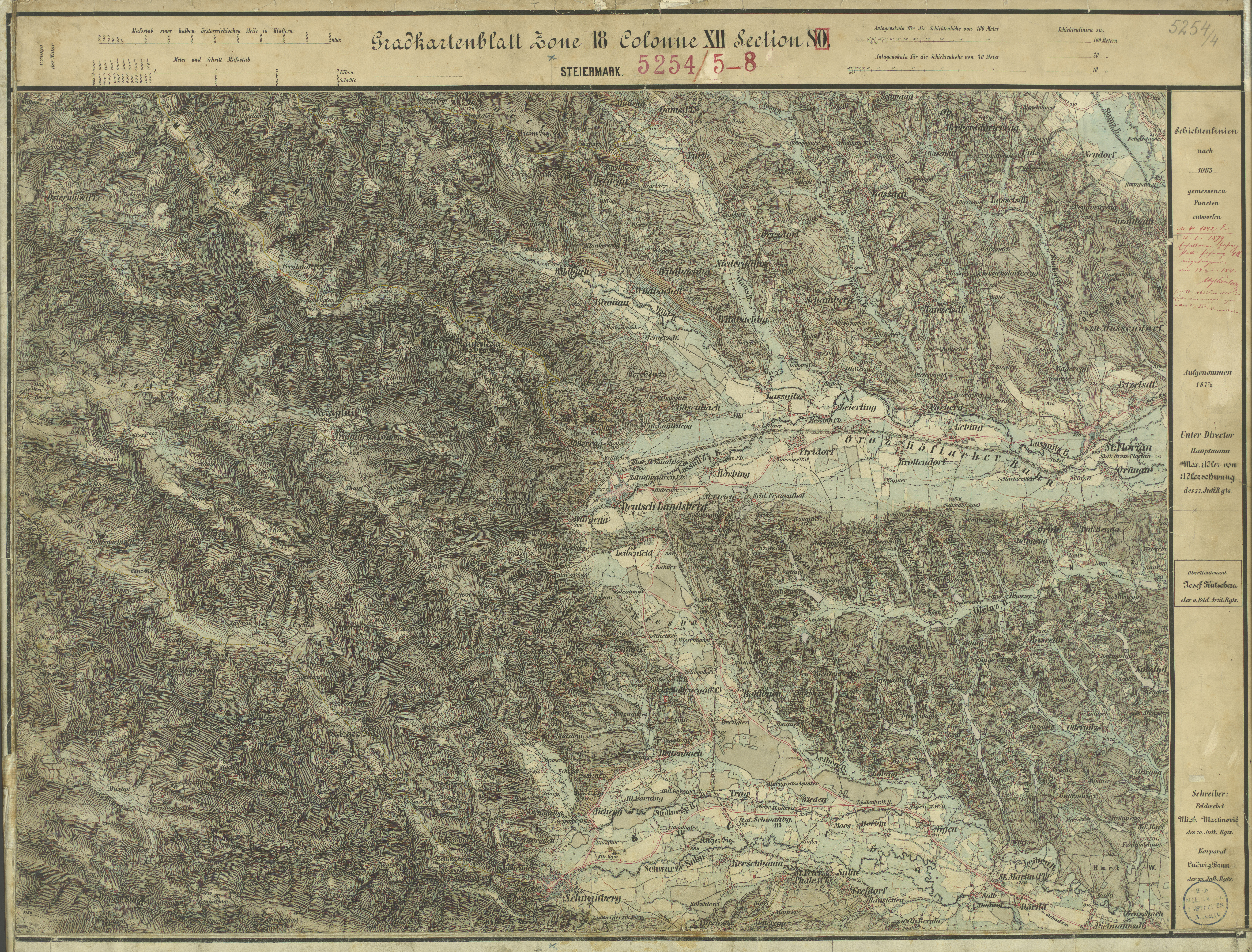
Osterwitz im Nordwesten von Deutschlandsberg, Aufnahmeblatt der 3. Landesaufnahme 1877/78
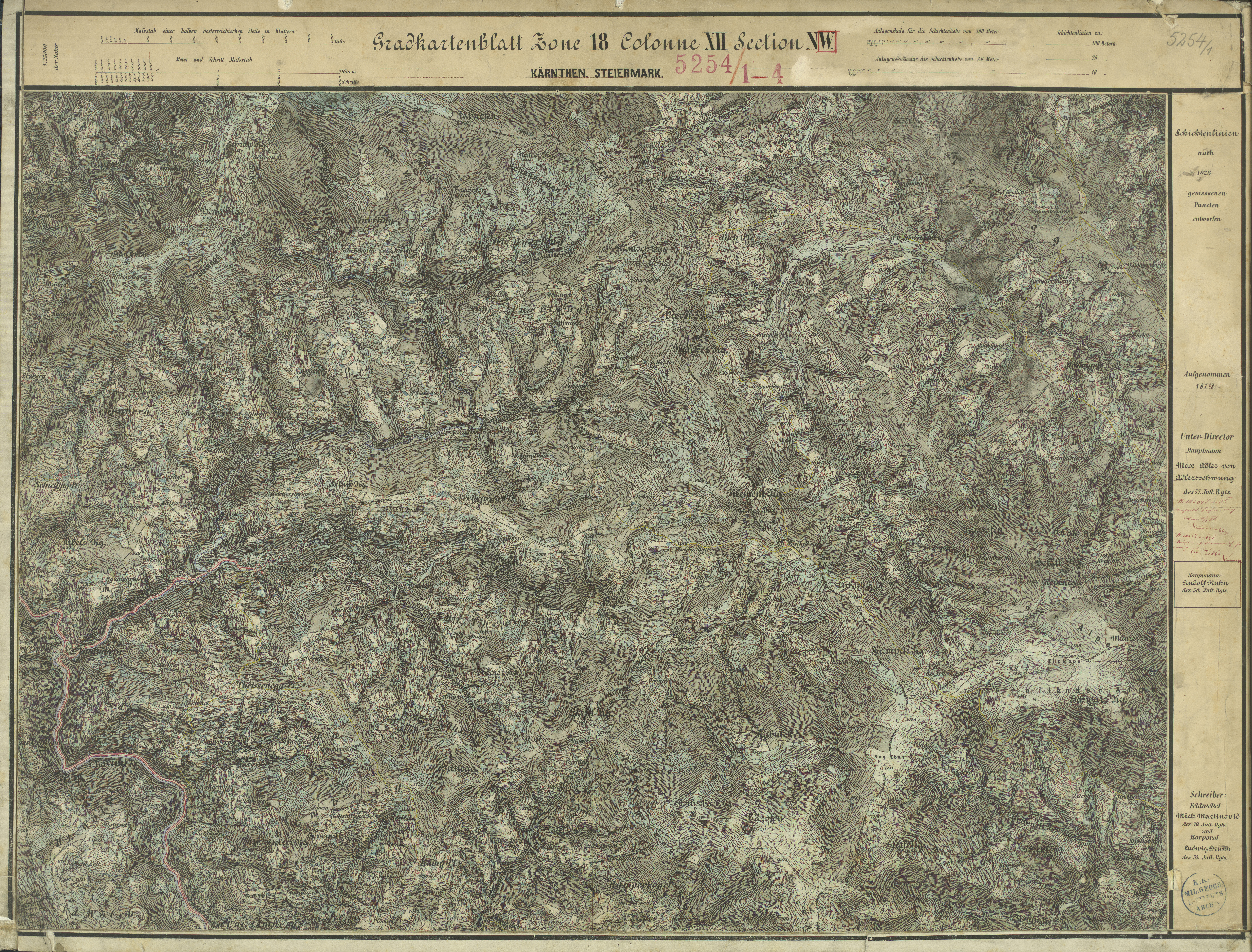
Nordwesten von Osterwitz mit dem Hebalmgebiet
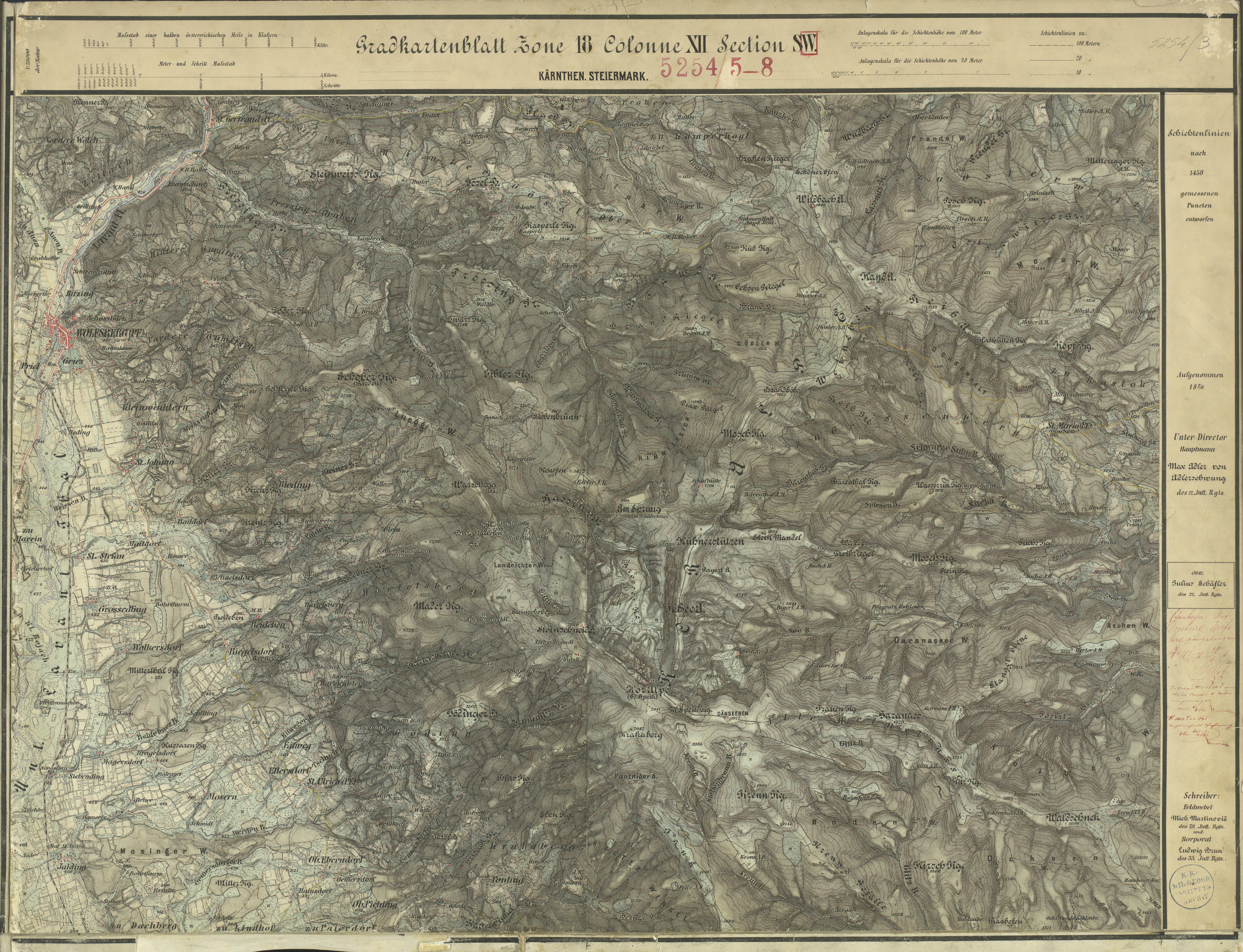
Südwesten mit Handalm und Laßnitztal
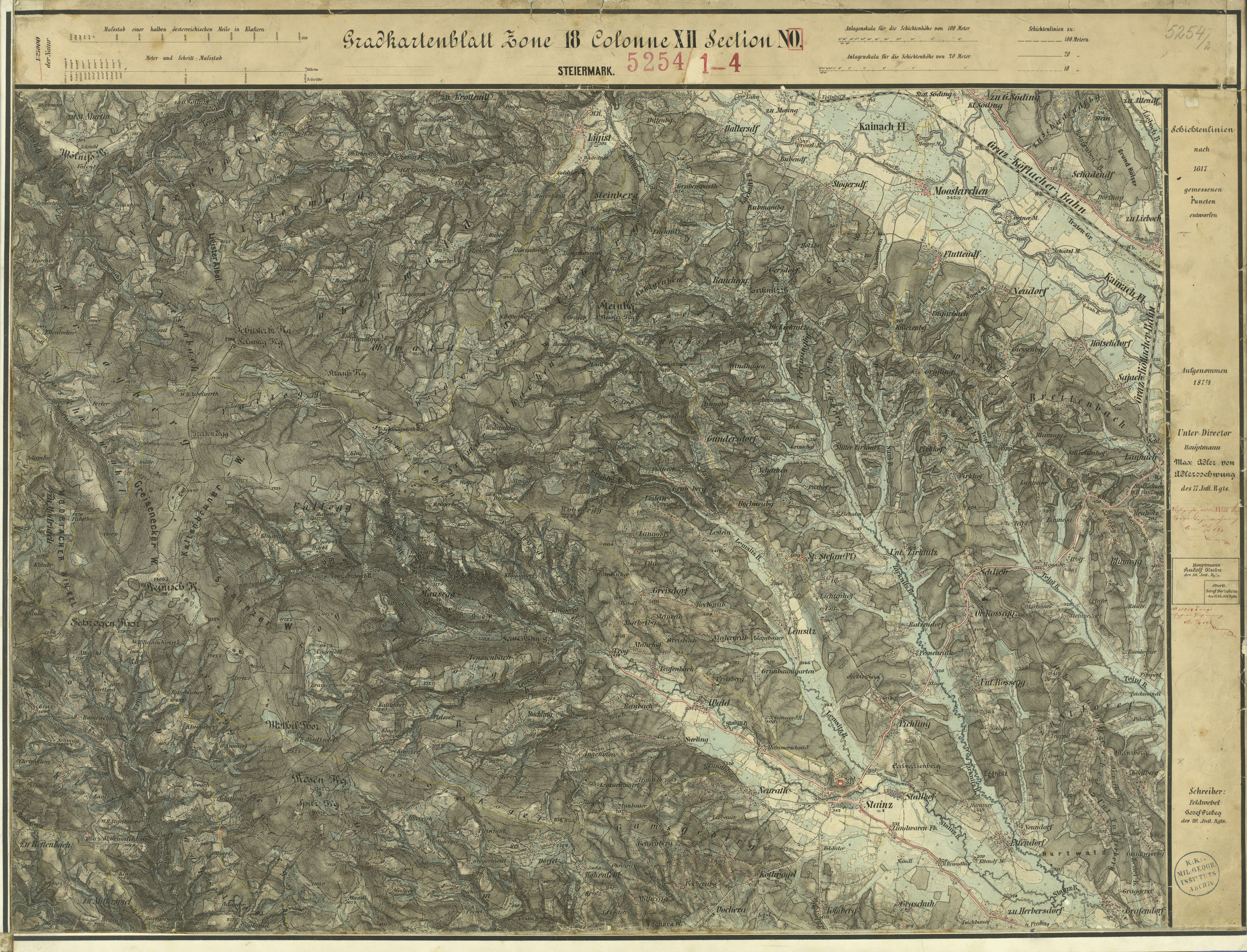
Rettenbach und Ober Mitterspiel im Nordosten von Osterwitz (links)

Katasterblätter der Gemeinde Osterwitz um 1825
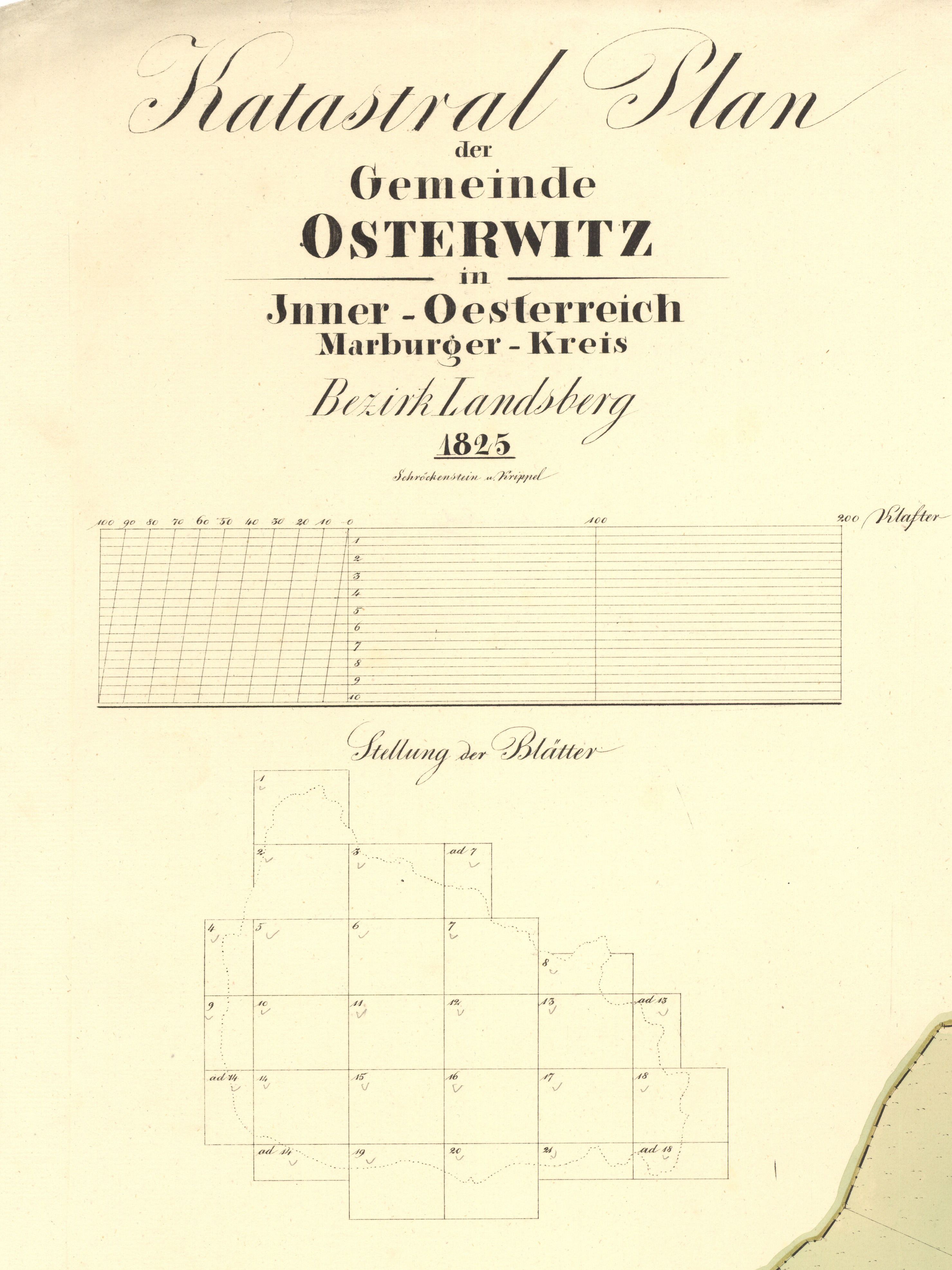
Titelblatt der Katasterkopie des stmk. Landesarchives mit Blattübersicht.
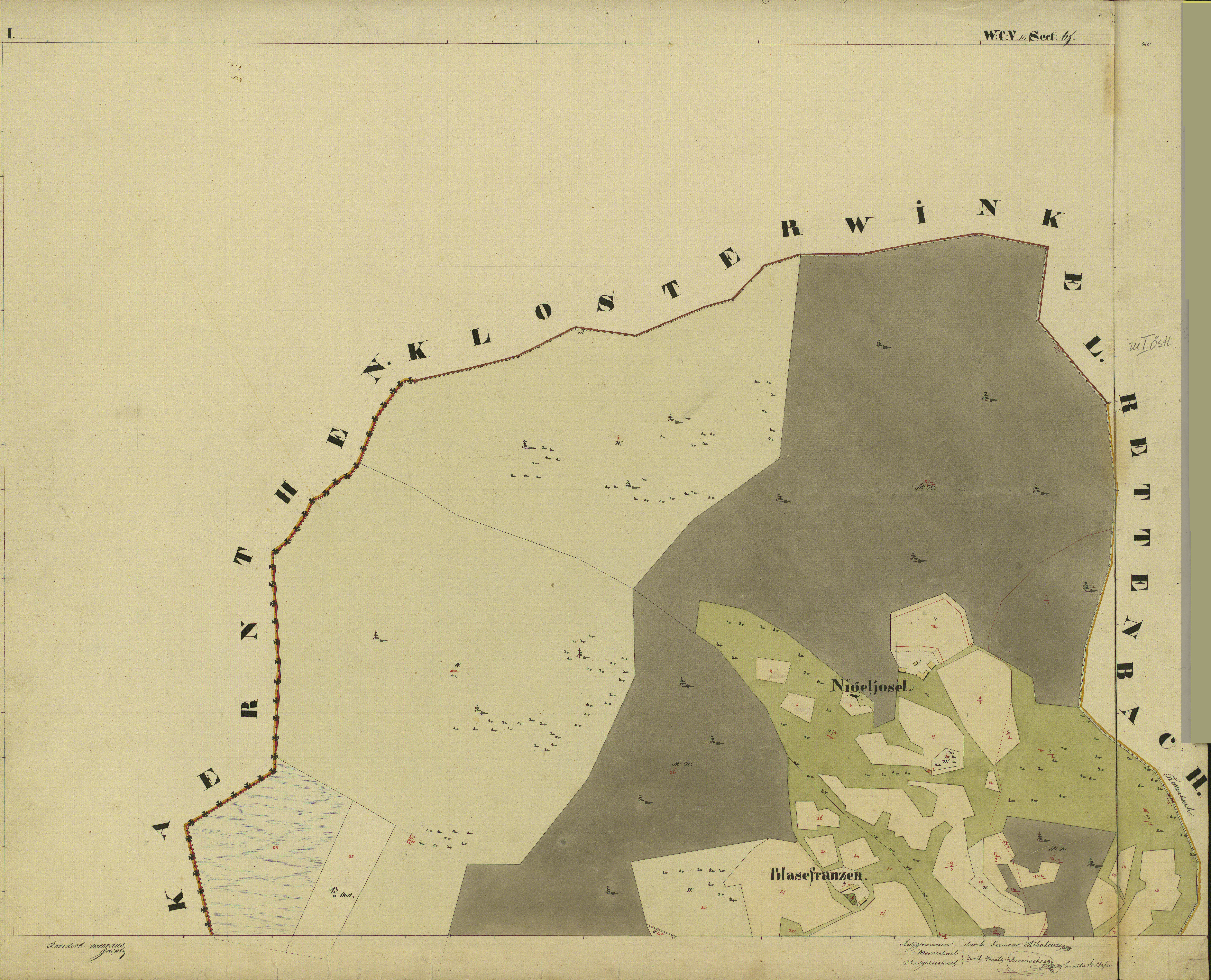
Osterwitz Winkel: See Eben, Nigeljosl, Blasefranzen (Stoff), Blatt I der Urmappe des Katasters
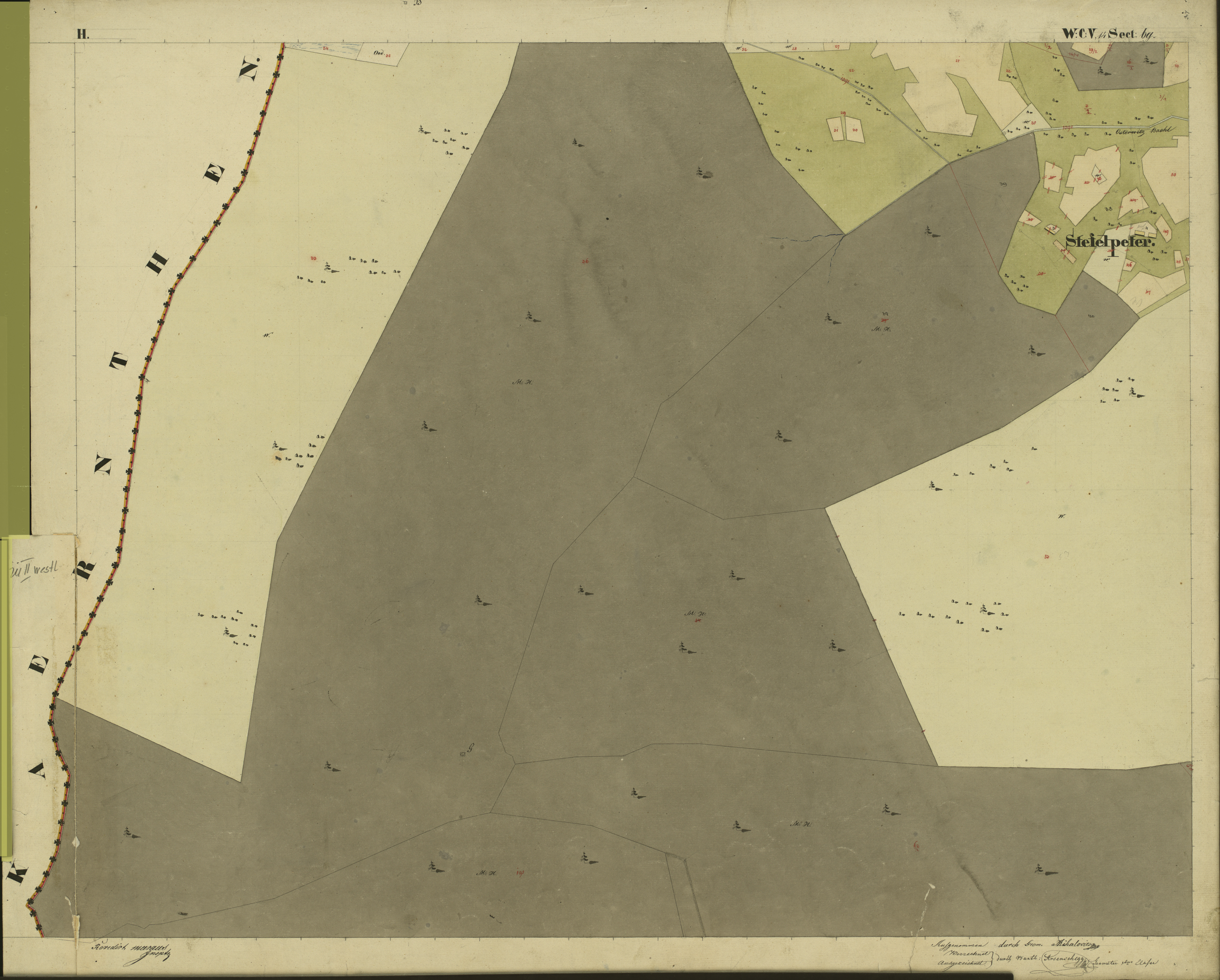
Das „Osterwitz Bachl“ (Stoffbach) beim ehemaligen Bauernhof Steflpeter (1888 abgetragen), Blatt II
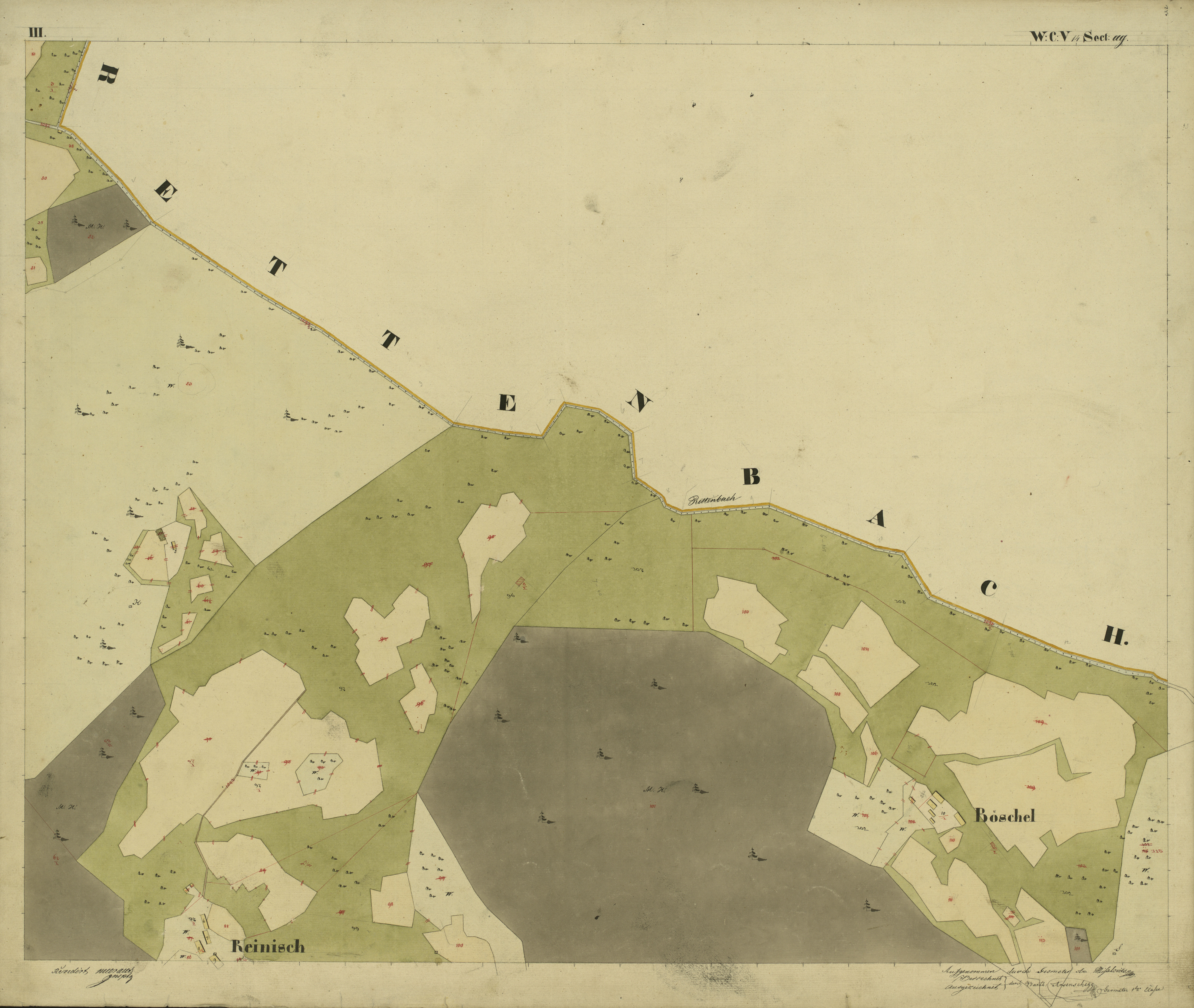
Steffelpeterkeusche/Pust, Böschl in Osterwitz-Winkl, Blatt III